# Мркоплє
45°29′ пн. ш. 17°31′ сх. д. / 45.48° пн. ш. 17.51° сх. д.
Мркоплє (хорв. Mrkoplje) — населений пункт у Хорватії, у Пожезько-Славонській жупанії у складі громади Брестоваць.

## Населення
Населення за даними перепису 2011 року становило 0 осіб.
Динаміка чисельності населення поселення:

## Клімат
Середня річна температура становить 10,11 °C, середня максимальна – 23,74 °C, а середня мінімальна – -5,91 °C. Середня річна кількість опадів – 891 мм.
| Клімат поселення                              | Клімат поселення | Клімат поселення | Клімат поселення | Клімат поселення | Клімат поселення | Клімат поселення | Клімат поселення | Клімат поселення | Клімат поселення | Клімат поселення | Клімат поселення | Клімат поселення | Клімат поселення |
| Показник                                      | Січ.             | Лют.             | Бер.             | Квіт.            | Трав.            | Черв.            | Лип.             | Серп.            | Вер.             | Жовт.            | Лист.            | Груд.            |                  |
| Середній максимум, °C                         | 6,34             | 8,00             | 12,13            | 15,60            | 20,63            | 23,74            | 23,27            | 22,65            | 18,86            | 14,49            | 9,06             | 4,99             |                  |
| Середня температура, °C                       | 0,22             | 1,88             | 6,01             | 9,46             | 14,50            | 17,60            | 19,66            | 19,05            | 15,24            | 10,88            | 5,44             | 1,40             |                  |
| Середній мінімум, °C                          | −5,91            | −4,27            | −0,14            | 3,34             | 8,36             | 11,48            | 16,06            | 15,44            | 11,64            | 7,28             | 1,84             | −2,2             |                  |
| Норма опадів, мм                              | 54               | 50               | 58               | 73               | 83               | 105              | 84               | 86               | 71               | 76               | 83               | 68               |                  |
| Середньомісячна швидкість вітру, м/с          | 2.21             | 2.48             | 2.73             | 2.63             | 2.38             | 2.15             | 2.09             | 1.97             | 2.04             | 2.15             | 2.24             | 2.28             |                  |
| Середньомісячна сонячна радіація, кДж/м²·день | 4399             | 7128             | 10864            | 15149            | 19191            | 21223            | 22047            | 19674            | 14734            | 9222             | 4997             | 3685             |                  |
| --------------------------------------------- | ---------------- | ---------------- | ---------------- | ---------------- | ---------------- | ---------------- | ---------------- | ---------------- | ---------------- | ---------------- | ---------------- | ---------------- | ---------------- |
| Джерело:                                      |                  |                  |                  |                  |                  |                  |                  |                  |                  |                  |                  |                  |                  |